# 栃乃心剛史
栃乃心剛史（日语：栃ノ心 剛史；1987年10月13日—），本名萊萬·戈爾加澤（羅馬化：Levan Gorgadze），喬治亞姆茨赫塔出身的前日本大相撲力士，身高192公分，體重189公斤，所屬相撲部屋為春日野部屋。
他在2006年3月場所開始專業相撲生涯，在2008年5月晉級為幕內級力士。最高位置是東大關#2，他曾獲得兩次殊勳賞、六次敢鬥賞、三次技能賞。
2018年1月場所，在第14天出賽時擊敗松鳳山裕也，以13勝1敗的成績提前獲得生涯首次優勝；隔天千秋樂再擊敗遠藤聖大，以14勝1敗締造截至目前為止生涯最佳成績。
由於栃乃心剛史的勝場數已達要求，日本相撲協會決定將他晉升為大關(2018年7月名古屋場所)，也成為第三位歐洲人出身的大關。因腳趾受傷，他在名古屋場所第7天休場。
2019年3月場所以7-8的成績降為關脇。但隨後在5月場所得到10次勝利，是第一位成功以特例復歸的外國出身大關。
2023年5月19日宣佈引退。

## 個人生活
他在7月1次訪問中表示將繼續留在日本，與朋友成立一家公司皇家格魯吉亞出售格魯吉亞的農產品。
他的斷髮式在2024年2月在兩國國技館舉行。當他不忙於工作時，他每週五次在春日野部屋作助教。
他的第一任妻子是格魯吉亞人，因聚少離多關係惡化，他們在2018年或2019年左右離婚，截至2024年1月，他只見過女兒兩次。後來，他再娶了一位比他大一歲的日本女子，他的第二個孩子，一個男孩，於2023年4月出生。他於 2023 年秋天返回喬治亞，但他的第一任妻子拒絕他進入。

## 戰績

### 生涯戰績
- 生涯戰績：681勝615敗106休（102場所）
- 幕内戰績：558勝573敗68休（80場所）
  - 大關戰績：35勝43敗27休（7場所）

### 優勝
- 幕内優勝：1次（2018年1月場所）
- 十兩優勝：3次（2008年1月場所、2014年7月場所、2014年9月場所）
- 幕下優勝：2次（2014年3月場所、2014年5月場所）

### 三賞·金星
- 三賞：11次
  - 殊勳賞：2次（2018年1月場所、2018年3月場所）
  - 敢鬥賞：6次（2009年11月場所、2010年5月場所、2011年5月技量審査場所、2014年11月場所、2015年9月場所、2018年5月場所）
  - 技能賞：3次（2016年5月場所、2018年1月場所、2018年5月場所）
- 金星：2個
  - 日馬富士1個（2015年3月場所）
  - 稀勢之里1個（2017年7月場所）

### 各場所戰績
| | 1月場所 初場所（東京） | 3月場所 春場所（大阪） | 5月場所 夏場所（東京） | 7月場所 名古屋場所（愛知） | 9月場所 秋場所（東京） | 11月場所 九州場所（福岡） |
| --- | ---------------------- | ---------------------- | ---------------------- | -------------------------- | ---------------------- | ------------------------- |
| 2006年 （平成18年） | x                      | （前相撲）             | 東 序之口 #17 5–2      | 東 序二段 #95 5–1–1        | 西 序二段 #49 7–0      | 西 三段目 #49 6–1         |
| 2007年 （平成19年） | 東 幕下 #59 5–2        | 西 幕下 #41 5–2        | 東 幕下 #28 5–2        | 西 幕下 #18 6–1            | 東 幕下 #6 5–2         | 東 幕下 #1 5–2            |
| 2008年 （平成20年） | 西 十兩 #12 12–3       | 東 十兩 #4 9–6         | 東 前頭 #14 7–8        | 西 前頭 #14 8–7            | 東 前頭 #10 8–7        | 西 前頭 #4 3–12           |
| 2009年 （平成21年） | 西 前頭 #11 8–7        | 西 前頭 #10 6–9        | 西 前頭 #13 9–6        | 西 前頭 #5 9–6             | 東 前頭 #1 4–11        | 西 前頭 #8 12–3 敢        |
| 2010年 （平成22年） | 西 前頭 #1 5–10        | 西 前頭 #6 9–6         | 西 前頭 #2 8–7 敢      | 西 小結 #1 6–9             | 西 前頭 #2 9–6         | 西 小結 #1 6–9            |
| 2011年 （平成23年） | 東 前頭 #2 4–11        | 作假醜聞 比賽取消      | 西 前頭 #6 12–3 敢     | 西 小結 #1 6–9             | 東 前頭 #4 8–7         | 東 前頭 #2 2–13           |
| 2012年 （平成24年） | 東 前頭 #9 10–5        | 西 前頭 #3 5–10        | 東 前頭 #8 9–6         | 東 前頭 #4 9–6             | 西 小結 #1 6–9         | 東 前頭 #3 5–10           |
| 2013年 （平成25年） | 東 前頭 #6 9–6         | 西 前頭 #1 7–8         | 西 前頭 #2 2–13        | 西 前頭 #11 3–2–10         | 西 十兩 #1 休場 0–0–15 | 西 十兩 #14 休場 0–0–15   |
| 2014年 （平成26年） | 西 幕下 #15 休場 0–0–7 | 西 幕下 #55 7–0        | 西 幕下 #6 7–0         | 東 十兩 #12 13–2           | 西 十兩 #5 15–0        | 東 前頭 #8 11–4 敢        |
| 2015年 （平成27年） | 西 前頭 #1 6–9         | 西 前頭 #4 8–7 ★       | 西 前頭 #1 9–6         | 東 前頭 #1 8–7             | 東 小結 #1 10–5 敢     | 東 小結 #1 7–8            |
| 2016年 （平成28年） | 西 小結 #1 6–9         | 西 前頭 #2 6–9         | 西 前頭 #4 10–5 技     | 西 關脇 #1 6–9             | 東 前頭 #2 5–10        | 西 前頭 #6 10–5           |
| 2017年 （平成29年） | 西 小結 #1 0–6–9       | 東 前頭 #10 7–8        | 東 前頭 #10 12–3       | 東 前頭 #2 9–6 ★           | 東 前頭 #1 4–11        | 西 前頭 #6 9–6            |
| 2018年 （平成30年） | 西 前頭 #3 14–1 殊技   | 西 關脇 #1 10–5 殊     | 東 關脇 #1 13–2 敢技   | 西 大關 #2 5–2–8           | 西 大關 #2 9–6         | 西 大關 #2 8–7            |
| 2019年 （令和元年） | 西 大關 #2 0–5–10      | 東 大關 #2 7–8         | 西 關脇 #1 10–5        | 西 大關 #2 0–6–9           | 東 大關 #2 6–9         | 西 關脇 #1 2–3–10         |
| 2020年 （令和2年） | 西 前頭 #6 5–10        | 西 前頭 #9 6–9         | 新冠肺炎肆虐 比賽取消  | 西 前頭 #11 10–5           | 西 前頭 #4 6–9         | 東 前頭 #7 9–6            |
| 2021年 （令和3年） | 東 前頭 #4 4–11        | 東 前頭 #7 7–8         | 東 前頭 #7 5–10        | 東 前頭 #12 7–8            | 西 前頭 #12 7–8        | 西 前頭 #13 6–6–3         |
| 2022年 （令和4年） | 西 前頭 #15 7–8        | 西 前頭 #15 9–6        | 西 前頭 #9 8–7         | 東 前頭 #8 7–8             | 東 前頭 #8 7–8         | 西 前頭 #8 6–9            |
| 2023年 （令和5年） | 西 前頭 #11 2–3–10     | 西 十兩 #2 5–10        | 東 十兩 #5 引退 0–6–0  | x                          | x                      | x                         |
| 各欄数字按「勝-負-休場」表示。 優勝 引退 十兩･幕下 三賞：敢=敢鬬賞、殊=殊勛賞、技=技能賞 其他：★=金星 番付階級：幕内 - 十兩 - 幕下 - 三段目 - 序二段 - 序之口 幕内序列：横綱 - 大關 - 關脅 - 小結 - 前頭（「#数字」为出场顺序） |                        |                        |                        |                            |                        |                           |

## 註解
Frederick, Jim (2005-11-20). "Guess Who's Taking Over the Sumo Ring". Time Magazine. Retrieved 2008-09-24.
1. ↑  .   [2018-01-29]. （原始内容存档于2018-06-02）.
2. ↑  因急性腰痛從第一日開始休場、自第5日再出場
3. ↑  因左肩關節脫臼，自第5日目開始休場